# Sir Vivian Richards Stadium
Sir Vivian Richards Stadium – stadion w North Sound na wyspie Antigua w Antigui i Barbudzie. Został oddany do użytku na Mistrzostwa Świata w Krykiecie 2007, w czasie których odbywały się na nim mecze Super 8. Stadion jest przeznaczony dla 10 000 osób, ale na czas Mistrzostwa Świata w Krykiecie 2007 liczba miejsc została podwojona. Stadion nosi imię byłego kapitana Reprezentacji Indii Zachodnich w krykiecie, Viva Richardsa.